# Эберти, Эдуард Густав
Эдуард Густав Эберти (нем. Eduard Gustav Eberty; 12 июня 1840, Гёрлиц — 23 июля 1894, Табарц) — германский политический деятель, юрист и депутат рейхстага. Имел большую известность как инициатор строительства многих берлинских рынков.

## Биография
Эдуард Густав Эберти получил среднее образование в Виттенберге, затем изучал в Гейдельбергском и Берлинском университетах право, философию и историю. После завершения получения образования служил сначала асессором, затем помощником судьи в Берлинском апелляционном суде. В 1870 году добровольцем поступил на военную службу и участвовал во Франко-прусской войне. В 1872 году был избран в Берлинский городской совет. С 1886 по 1893 год был прусской палаты депутатов. В 1887 году стал городским синдиком.
Депутатом германского рейхстага избирался дважды, был им в 1881—1884 годах и с 1890 года до конца жизни. В рейхстаге был сперва «прогрессистом», потом «свободомыслящим»; был одним из ближайших сподвижников Евгения Рихтера. В 1893 году был избран одним из «старейшин» города Берлина за его вклад в создание в городе скотных дворов и рынков.